# إثميا متباعدة
إثميا متباعدة (الاسم العلمي:Ethmia reposita) هي نوع من الحشرات تتبع جنس الإثميا من فصيلة الألاشستيات.